# 布鲁斯·库克岑斯基
布鲁斯·约翰·库克岑斯基（英語：Bruce John Kuczenski，1961年2月3日—），美国NBA联盟前职业篮球运动员。他在1983年的NBA选秀中第3轮第59顺位被新泽西篮网选中。